# Wasserbirne

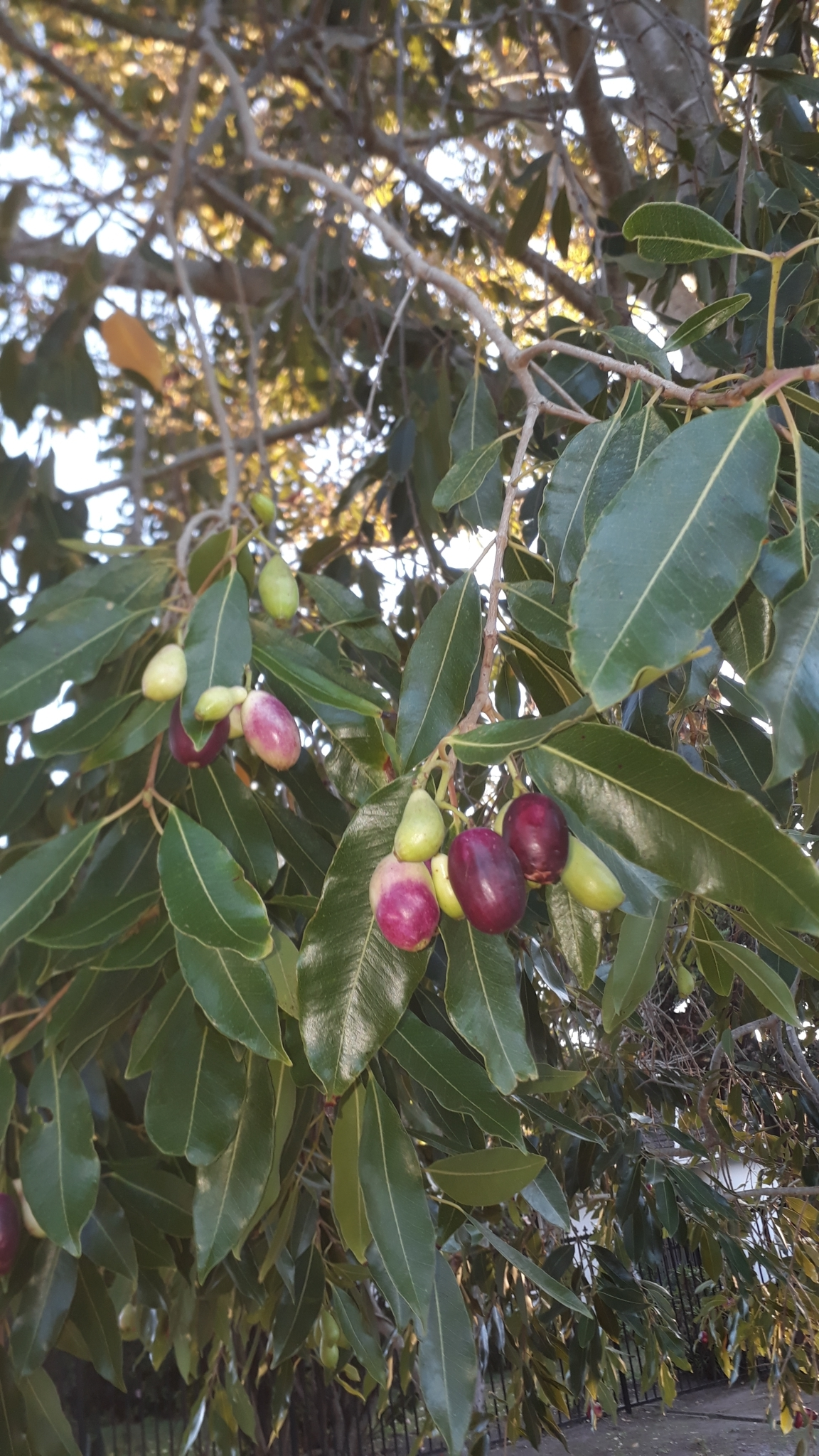
Früchte und Blätter

Die Wasserbirne (Syzygium guineense) ist eine Baumart aus der Familie der Myrtengewächse (Myrtaceae), die in vielen Teilen Afrikas wild oder kultiviert vorkommt.
Lokale Namen sind z. B. Bambara Kokisa oder Oromo Baddessa und andere.

## Merkmale
Die Wuchshöhe der immergrünen Wasserbirne beträgt normalerweise zwischen 10 und 15 Metern, es sind aber auch einige höhere Exemplare, mit bis zu 25 Meter Höhe oder mehr bekannt. Der Stamm des Wasserbirnbaums ist grau-braun, leicht schuppig bis glatt und bis zu 200 cm dick. Es können höhere Brettwurzeln vorhanden sein. Die Rinde ist im jungen Alter glatt, wird mit zunehmendem Alter aber rau und schwarz. Die Äste sind dick und kantig, die Zweige können mit der Zeit abfallen.
Die jungen Blätter sind purpurrot gefärbt, werden aber mit zunehmender Reife dunkelgrün. Die gegenständigen und gestielten, ledrigen Blätter sind oberseits glänzend und glatt, unterseits fahler. Sie sind elliptisch, lanzettlich bis eiförmig oder verkehrt-eiförmig, die Spitze ist stumpf bis abgerundet oder rundspitzig bis zugespitzt. Die Mittelader der fein gefiederten Nervatur und die ganzen Ränder sind gelblich.
Es werden vielblütige und endständige, gestielte Zymen gebildet. Die duftenden, vierzähligen und zwittrigen Blüten mit doppelter Blütenhülle sind sitzend oder pseudogestielt. Der Kelch, mit kleinen Zipfeln, ist mit dem stielförmig verlängerten Blütenboden verwachsen. Die Kronblätter sind sehr klein und fallen als Ganzes ab (Pseudokalyptra) wenn die Blüte sich öffnet. Die Blüten haben viele weiße, auffällige und lange, freie Staubblätter, die bis zu 10 Millimeter lang werden. Sie geben einen honigsüßen Geruch ab, der viele Insekten anlockt. Der zweikammerige Fruchtknoten ist unterständig mit einem langen Griffel.
Es werden meist einsamige, glänzende und rote bis dunkel-purpurne, bis 3,5 cm große, rundliche bis ellipsoide Beeren oder Steinfrüchte gebildet. An der Spitze sitzen die beständigen Kelchzipfel.

## Taxonomie
Die Erstbeschreibung erfolgt 1828 durch Augustin-Pyrame de Candolle in Prodromus Systematis Naturalis Regni Vegetabilis 3: 259. Synonyme sind Calyptranthes guineensis Willd., Eugenia fourcadei Dümmer, Eugenia guineensis (Willd.) Baill. ex Laness. und Syzygium fourcadei (Dümmer) Burtt Davy.

## Systematik
Syzygium guineense ist eine sehr vielfältige Art, was zu Diskussionen hinsichtlich ihrer Taxonomie, einschließlich ihrer Unterarten, geführt hat. Frank White führt vier Unterarten auf: subsp. afromontanum, subsp. barotsense, subsp. guineense und subsp. huillense, von denen die letzte ein Halbstrauch ist. Es wird noch subsp. urophyllum und Syzygium guineense var. littorale geführt.

## Nutzung
Sowohl die Früchte als auch die Blätter sind essbar; das Fruchtfleisch und die Fruchthaut werden gelutscht und der Samen ausgespuckt. Der Baum wird manchmal als Wasserbeere bezeichnet, was sich aber auch auf andere Syzygium-Arten beziehen kann.
Im Süden Äthiopiens ist S. guineense ein äußerst geschätzter Schattenspender für das Gehöft und den Hausgarten. Wildformen kommen vom Meeresspiegel bis zu einer Höhe von 2.100 Meter vor. Sie bevorzugt feuchte Böden mit hohem Grundwasserspiegel in der Nähe von Flüssen, diese Art wächst aber auch in offenen Wäldern. Ihre Früchte und Blätter dienen als Hungernahrung und werden von Subsistenzbauern gegessen, wenn es zu Ernteausfällen kommt.